# 張添
張添（1980年9月30日—），中國男子射擊運動員，出生於內蒙古阿拉善左旗。

## 生涯
張添於1995年至1998年時，於內蒙古阿拉善盟業餘體育學校接受訓練。隨後的數年，他在寧夏體育局體育理工大學訓練。2003年至2005年，他轉至西安體育學院。同年，他入選國家隊。
在這一年中，張添先在意大利米蘭站世界杯，他先後在男子個人10米氣手槍小項及男子個人10米手槍小項以689.1環、666.7環奪得金牌。隨後的德國慕尼克站世界杯中的男子個人10米氣手槍小項排名第6。次年3月的廣州站世界杯，張在男子個人10米氣手槍小項決賽得第4，成績為682.8環。同年的12月，他參與了多哈亞運，在男子團體25米手槍小項決賽中與劉國輝和張鵬輝以1675環最終得第6位。
2012年，张添代表中国出戰英國倫敦舉行的奥林匹克运动会射擊比賽男子10米空氣手槍賽事。